# Скејлс Маунд (Илиноис)
Скејлс Маунд (енгл. Scales Mound) град је у америчкој савезној држави Илиноис.

## Демографија
По попису из 2010. године број становника је 376, што је 25 (-6,2%) становника мање него 2000. године.
| Група             | 2000.       | 2010.       |
| Белци             | 386 (96,3%) | 368 (97,9%) |
| Афроамериканци    | 0 (0,0%)    | 0 (0,0%)    |
| Азијати           | 1 (0,2%)    | 1 (0,3%)    |
| Хиспаноамериканци | 14 (3,5%)   | 4 (1,1%)    |
| Укупно            | 401         | 376         |